# Communistische Partij van België (1989)
De Communistische Partij van België (CPB) (Parti communiste Belgique, PCB in het Frans of Kommunistische Partei Belgien, KPB in het Duits), eerder bekend als de Parti communiste Wallonie-Bruxelles (PC), is een Belgische politieke partij die voornamelijk actief is in Wallonië en Brussel.
In 2020 is de partij gesplitst in twee facties, die beiden claimen de legitieme CPB te zijn en in traditie van de oude KPB te staan.

## Geschiedenis
De partij ontstond na de splitsing van de KPB in 1989, voorzitter werd Pierre Beauvois. De Vlaamse vleugel van de KPB verenigde zich in de Kommunistische Partij Vlaanderen (KP). De KP hield in 2009 op te bestaan.
Bij het tiende congres in 2018 van de PC werd besloten om weer een federale partij te worden en de oorspronkelijke identiteit van de KPB aan te nemen. De naamsverandering om het federale karakter te benadrukken was hier een belangrijk onderdeel van. Daarnaast besloot de partij ook de Europese Linkse Partij te verlaten en zich weer aan te sluiten bij de internationale communistische beweging.
Na het tiende congres in 2018 ontstond er een conflict en een splitsing in de CPB. Een factie van de partij verweet de afdeling Charleroi er van zonder goedkeuring deel te hebben genomen aan de federale en Waalse verkiezingen in 2019. De afspraak zou zijn geweest om samenwerking te zoeken met de PTB, iets wat volgens de afdeling Charleroi op niks was uitgelopen.
In bredere zin ging het conflict over de voorhoederol van de partij, de term 'dictatuur van het proletariaat' en linkse samenwerking. Door de twee facties zijn er verschillende congressen belegd, waarvan de legitimiteit over en weer worden betwist. In 2020 resulteerde dit in dat beide facties een claim leggen op de naam PCB en haar krant La Drapeau Rouge - De Rode Vlag.

## Verkiezingen
De partij behaalde bij de lokale verkiezingen van 2012 op gemeentelijk niveau zetels via kieslijsten van andere partijen in Charleroi, Doornik, Courcelles, Manage, Le Rœulx, La Louvière en Trooz. Bij de federale, Waalse en Brusselse verkiezingen van 2014 bundelde de partij de krachten met de Parti du Travail de Belgique (PTB) en de Ligue communiste révolutionnaire (LCR) op de kieslijst PTB-GO! (Gauche d'Ouverture). Hoewel het kartel verschillende verkozenen behaalde, werden er geen PC-kandidaten verkozen.
Ook bij de lokale verkiezingen in Wallonië in 2018 koos de PC er voor om kandidaten te plaatsen op lijsten van de PTB in Luik, Verviers en Seraing. In Seraing werd Fernande Servais, lid van de PC, verkozen in de gemeenteraad. In 2024 is zij wederom een kandidaat namens de PTB.
Bij de federale en de Waalse verkiezingen in 2019 deed de CPB mee met een zelfstandige lijst. Bij de federale verkiezingen deed de partij alleen mee in de kieskring Henegouwen (1.626 stemmen, 0,22%). Bij de Waalse verkiezingen kwam de CPB op in de kieskring Charleroi-Thuin (944 stemmen, 0,37%).
| Jaar | Stemmen                           | %                                 | Nb.                                |
| ---- | --------------------------------- | --------------------------------- | ---------------------------------- |
| 1991 | 5.706                             | 0,09%                             |                                    |
| 1995 | 6.277                             | 0,10%                             |                                    |
| 1999 | 23.081                            | 0,37%                             |                                    |
| 2003 | 6.759                             | 0,10%                             |                                    |
| 2007 | 19.329                            | 0,29%                             |                                    |
| 2010 | 20.734                            | 0,32%                             | Als onderdeel van Front de Gauches |
| 2014 | Deelname op de lijsten van PTB-GO | Deelname op de lijsten van PTB-GO | Deelname op de lijsten van PTB-GO  |
| 2019 | 1.626                             | 0,02%                             | Eerste deelname als PCB            |

| Jaar | Stemmen                           | %                                 |
| ---- | --------------------------------- | --------------------------------- |
| 1995 | 6.336                             | 0,34%                             |
| 1999 | 19.178                            | 1,01%                             |
| 2004 | Geen deelname                     | Geen deelname                     |
| 2009 | 6.431                             | 0,32%                             |
| 2014 | Deelname op de lijsten van PTB-GO | Deelname op de lijsten van PTB-GO |
| 2019 | 944                               | 0,05%                             |